# Celâl Bayar
Mahmut Celâl Bayar (Gemlik, Bursa, 16 de maio de 1883 - Istambul, 22 de agosto de 1986) foi um político turco, que foi primeiro-ministro de 1937 a 1939, e presidente de 1950 a 1960.